# Munna coeca
Munna coeca är en kräftdjursart som beskrevs av Gurjanova 1930. Munna coeca ingår i släktet Munna och familjen Munnidae. Inga underarter finns listade i Catalogue of Life.